# Hovel
Hovel (ˈhoːfl̩) ist ein Ortsteil der ostfriesischen Stadt Wittmund, die dem gleichnamigen niedersächsischen Landkreis angehört.

## Lage
Hovel liegt rund acht Kilometer südöstlich der Stadt Wittmund und ist seit der kommunalen Gebietsreform 1972 ein Teil der Stadt Wittmund. Der Ort liegt am Rande der oldenburgisch-ostfriesischen Geestplatte, wo Sand, Geröllmaterialen, Mergel, Tone und verwitterter Lehm den Untergrund bilden. Auch sind noch vereinzelt Plaggeneschböden anzutreffen.

## Geschichte
Bereits 1602 wurde der Ort als Howell erwähnt. Auch die Bezeichnungen Hofel und Hövel sind um 1823 erfasst. Die Schreibweise Höfel ist die niederdeutsche Bezeichnung für Anhöhe oder Hügel. Tatsächlich liegt die Siedlung auf einem höhergelegenen Geestrücken. Hovel und Leerhafe waren ursprünglich dem Amt Friedeburg zugeordnet. Erst in der ersten Hälfte des 19. Jahrhunderts erfolgte die Eingliederung der beiden Orte in das Amt und die Vogtei Wittmund. Die Orte Leerhafe, Rispel und Hovel bildeten im 19. Jahrhundert auch einen eigenständigen Gemeindeverband. In kommunalen und kirchlichen Angelegenheiten ist der Ort von jeher nach Leerhafe ausgerichtet gewesen. Im Zusammenhang mit kommunalpolitischen Auseinandersetzungen entstand 1901 die eigenständige Gemeinde Hovel mit den Ortsteilen Schnapp, Farlage, Carmsland, Till, Mammhusen, Uthörn, Kloster Neuhaus und Nöttens.
Am 16. August 1972 wurde Hovel in die Kreisstadt Wittmund eingegliedert.

## Entwicklung
Hovel ist bis heute stark landwirtschaftlich geprägt. Besonders die kleinparzellierten Ackerflächen, umgeben von Wallhecken, bestimmen das Landschaftsbild.